# Дашков, Павел Яковлевич
Павел Яковлевич Дашков (1849—1910) — русский коллекционер из рода Дашковых.

## Биография
Родился 28 января (9 февраля)  1849 года в семье директора Азиатского департамента Якова Андреевича Дашкова. Вскоре отец был назначен послом в Швецию , где и прошли детские годы Павла. Его мать, Павла Ивановна, увлекалась живописью и, живя в Стокгольме, состояла в шведском Обществе любителей искусства. Троюродный брат отца, Василий Андреевич Дашков, стал в 1868 году директором Румянцевского музея.
Окончил в 1869 году Александровский лицей.
Состоял с 13 декабря 1869 года на государственной службе, дослужившись до чина действительного статского советника (01.01.1891) и должности помощника статс-секретаря Государственного совета; с 1878 года — камер-юнкер; был награждён орденами Св. Станислава 2-й степени (1879) и Св. Анны 2-й степени (1883). Однако по большей части занимался собиранием исторических документов, гравюр, редких книг и рукописей из различных частных архивов. По свидетельству Энциклопедии Брокгауза и Ефрона, «собрание Дашкова пользовалось не меньшей популярностью, чем наши государственные книгохранилища и архивы, и было более доступно, чем многие из них». Материалы из этой коллекции использовались в различных изданиях, особенно большое — 300 гравюр — их количество, было помещено в юбилейном издании «Петербург в Петрово время».
В 1900 году Дашков стал действительным членом Российского исторического общества, в 1903 году был избран действительным членом Императорской Академии художеств.
Умер 6 (19) февраля 1910 года. Был похоронен на Новодевичьем кладбище; могила утрачена.
После смерти Дашкова имевшиеся в его коллекции рукописи Пушкина перешли в Пушкинский музей при Александровском лицее. Собрание портретов, рисунков, гравюр и чертежей в количестве 39393 листов было в 1924 году передано братом Дашкова в Государственный исторический музей. Рукописи из собрания Дашкова хранятся в Пушкинском Доме.